# Spiraea ningshiaensis
Spiraea ningshiaensis är en rosväxtart som beskrevs av Yu och L. T. Lu. Spiraea ningshiaensis ingår i släktet spireor, och familjen rosväxter. Inga underarter finns listade i Catalogue of Life.